# Potone
Potone (ur. przed 427 p.n.e.) – córka Aristona i Periktione, starsza siostra Platona. Urodziła się w  Collytus pod Atenami. 
Była żoną Eurymedona z Myrrhinus, z którym miała syna Speuzypa oraz córkę.